# استویکو ورانکوویچ
استویکو ورانکوویچ (کرواتی: Stojko Vranković؛ زادهٔ ۲۲ ژانویهٔ ۱۹۶۴) بازیکن بسکتبال اهل یوگسلاوی است.
از باشگاه‌هایی که در آن بازی کرده‌است می‌توان به لس آنجلس کلیپرز، باشگاه بسکتبال پاناتینایکوس، بوستون سلتیکس، و مینه‌سوتا تیمبرولوز اشاره کرد.
وی در مسابقات کشوری و بین‌المللی در مجموع برندهٔ ۲ مدال طلا، ۳ مدال نقره، ۵ مدال برنز شده‌است.